# Nick Rischbieth
Nick Rischbieth Glöe, nació en Tegucigalpa, Honduras, el 20 de abril de 1954. De padres alemanes. Empresario hondureño y profesional de la Banca Multilateral para el Desarrollo. Forma parte de la junta directiva de los fondos de inversión: Central American Fund y North American Income Fund, y actualmente es el Presidente del Banco Centroamericano de Integración Económica (BCIE).

## Estudios
Estudios primarios realizados en la Escuela Americana de Honduras. Bachiller en Economía de Rice University; Maestría en Administración de Negocios de Washington University en San Luis, Misuri y Doctorado en Finanzas del Institute of Money and Capital Markets de la Universidad de Hamburgo en Alemania.

## Empresario
Durante 1992 a 1995 fungió como Gerente General de la Drogería Rischbieth. 

## Banco Centroamericano de Integración Económica (BCIE)
Inició su trayectoria por la institución en 1995 como Tesorero, en 2003 lo nombran Gerente Financiero. En 2007 fue elegido Vicepresidente Ejecutivo y en 2008 asumió la Presidencia de forma interina. Fue elegido Presidente Ejecutivo del BCIE en el período 2008-2013 y reelecto para ocupar dicho cargo en el período 2013-2018.

## Reconocimientos
- Orden al mérito en grado Acuerdos de Esquipulas[3] SICA, El Salvador.